# Poth
Poth est une ville située au sud du comté de Wilson, au Texas, aux États-Unis,.

## Démographie
Lors du recensement de 2010, la ville comptait une population de 1 908 habitants. Elle est estimée, en 2016, à 2 213 habitants.

### Source de la traduction
- (en) Cet article est partiellement ou en totalité issu de l’article de Wikipédia en anglais intitulé « Poth, Texas » (voir la liste des auteurs).